# Madden NFL 07
Madden NFL 07 — симулятор американского футбола, разработанный дочерними студиями EA Canada и EA Tiburon и изданный компанией EA Sports для всех современных игровых приставок.

## Факты об игре
- Версия игр для Xbox 360 и PS3 не допускают редактирования внешнего вида игроков и их атрибутов. Некоторые режимы игры были исключены из этого варианта игры.

## Рецензии
| Сводный рейтинг | Сводный рейтинг | Сводный рейтинг | Сводный рейтинг | Сводный рейтинг | Сводный рейтинг | Сводный рейтинг | Сводный рейтинг | Сводный рейтинг |
| Издание         | Оценка          | Оценка          | Оценка          | Оценка          | Оценка          | Оценка          | Оценка          | Оценка          |
| Издание         | GC              | PC              | PS2             | PS3             | PSP             | Wii             | Xbox            | Xbox 360        |
| --------------- | --------------- | --------------- | --------------- | --------------- | --------------- | --------------- | --------------- | --------------- |
| GameRankings    | 82,12 %         | 80,33 %         | 84,48 %         | 75,67 %         | 80,00 %         | 80,39 %         | 81,90 %         | 80,86 %         |

Игра была очень хорошо встречена как игроками, так и критиками и завоевала многие призы:
- Лучшая игровая механика — за управление в версии для Wii
- Лучшая спортивная игра 2006 года в программе G4 X-Play
- Версия для Wii получила награды за Лучшую классическую спортивную игру и Лучшее управление от сайта Gamespot[9]

Оценки
- Gamespot
  - PSP — 7.6
  - PS3 — 7.9
  - PS2 — 8.1
  - Xbox — 8.1
  - Xbox 360 — 7.9
  - GBA — 6.5
  - NDS — 7.7
  - Gamecube — 8.1
  - Wii — 8.4
  - PC — 7.8
- Gamerankings
  - GBA — 63,40 %
  - NDS — 70,33 %

Продажи в США
В декабрю 2006 года игра продалась на всех платформах в размере 1.9 млн копий, что сделало её самой продаваемой игрой месяца. Всего в 2006 году на платформе Playstation 2 было продано 2.9 млн коробок с игрой, а для Xbox 360 1.1 млн копий.

## Интересные факты
- С игрой Madden NFL связана городская легенда Проклятье Madden.